# Asienspiele 2014/Reiten
Bei den Asienspielen 2014 in Incheon, Südkorea wurden vom 20. bis 30. September 2014 sechs Wettbewerbe im Reitsport ausgetragen, je ein Einzel- und Teamwettbewerb im Springreiten, Dressurreiten und Vielseitigkeitsreiten. Die Reitwettbewerbe fanden im Dream Park Equestrian Venue in Incheon statt.

## Springreiten

### Einzel
| Platz | Land | Athlet                                                | Strafpunkte nach zwei Umläufen | Strafpunkte im Stechen | Zeit im Stechen |
| ----- | ---- | ----------------------------------------------------- | ------------------------------ | ---------------------- | --------------- |
| 1     | KSA  | Abdullah asch-Scharbatly auf „Callahan“               | 0                              | 0                      | 33,64 s         |
| 2     | JPN  | Satoshi Hirao auf „Ulano“                             | 0                              | 4                      | 39,36 s         |
| 3     | JPN  | Taizō Sugitani auf „Avenzio 3“                        | 4                              | 0                      | 30,95 s         |
| 4     | UAE  | Latifa bint Ahmed Al Maktum auf „Peanuts de Beaufour“ | 4                              | 0                      | 32,34 s         |
| 5     | KSA  | Faisal al-Shalan auf „Talan“                          | 4                              | 0                      | 33,04 s         |
| 6     | PHI  | Marie Antonette Leviste auf „Maximillian“             | 4                              | 0                      | 34,20 s         |

Die Finalwettkämpfe wurden am 30. September ausgetragen.

### Team
| Platz | Land | Athlet | Strafpunkte nach zwei Umläufen |
| ----- | ---- | --- | ------------------------------ |
| 1     | QAT  | Nasser B. Ghazallijahromi auf „Delloren“ Ali bin Chalid Al Thani auf „Vinna Olympic“ Khalid Mohammed Al Emadi auf „Tamira IV“ Bassem Hassan Mohammed auf „Anyway II“                                  | 0                              |
| 2     | KSA  | Faisal al-Shalan auf „Talan“ Abdulrahman Bader al-Rajhi auf „New Orleans“ Salman Hamed al-Maqadi auf „Senorita“ Abdullah asch-Scharbatly auf „Callahan“                                               | 4                              |
| 3     | JPN  | Satoshi Hirao auf „Ulano“ Takashi Utsunomiya auf „Touche Pas A Rivereuille“ Tadahiro Hayashi auf „Loretto Classic“ Taizō Sugitani auf „Avenzio 3“                                                     | 12                             |
| 4     | UAE  | Abdullah Mohd al-Marri auf „Sierra Antika Joter“ Muhammad Ahmed Alowais auf „Et is wie es is KJ“ Moftah Jawhar S. M. Aldhaheri auf „Al Yamamah“ Latifa bint Ahmed Al Maktum auf „Peanuts de Beaufour“ | 14                             |
| 5     | PHI  | Martin Diego Lorenzo Jr. auf „Hs Contino“ Joker Arroyo auf „Didi De Goedereede“ Marie Antonette Leviste auf „Maximillian“ Mateo Rafael Lorenzo auf „Carlie 3“                                         | 17                             |
| 6     | HKG  | Cheng Man Kit auf „Jockey Club Caballo“ Lam Samantha June auf „Adonis“ Leung Raena Hou Ling auf „Lalik 2“ Lai Jacqueline Jing Man auf „Capone 22“                                                     | 22                             |

Die Finalwettkämpfe wurden am 28. September ausgetragen.

## Dressur

### Einzel
| Platz | Land | Athlet                                             | Intermediat I | Intermediat I Freistil | Gesamt  |
| ----- | ---- | -------------------------------------------------- | ------------- | ---------------------- | ------- |
| 1     | KOR  | Hwang Yongshik auf „Fursteuberg“                   | 76,711        | 76,575                 | 153,286 |
| 2     | KOR  | Kim Dong-seon auf „Finally“                        | 73,474        | 77,225                 | 150,699 |
| 3     | INA  | Larasati Iris Rischka Gading auf „Wallenstein 145“ | 71,632        | 74,075                 | 145,707 |
| 4     | HKG  | Siu Jacqueline Wing Ying auf „Ferrera“             | 71,079        | 72,875                 | 143,954 |
| 5     | JPN  | Kazuki Sado auf „Winnetou Ddh“                     | 70,711        | 71,800                 | 142,511 |
| 6     | TPE  | Yeh Hsiu Hua auf „Urban Legend“                    | 68,684        | 71,975                 | 140,659 |

Die Finalwettkämpfe wurden am 23. September ausgetragen.

### Team
| Platz | Land | Athlet | Prix St. Georges |
| ----- | ---- | --- | ---------------- |
| 1     | KOR  | Kim Kyunsub auf „Dark Secret“ Chung Yooyeon auf „Royal Red 2“ Kim Dong-seon auf „Finally“ Hwang Youngshik auf „Fursteuberg“    | 71,746           |
| 2     | JPN  | Mayumi Okunishi auf „Freestyle 35“ Kazuki Sado auf „Winnetou Ddh“ Tomoko Nakamura auf „Pacific B“ Shingo Hayashi auf „Veranus“ | 69,842           |
| 3     | TPE  | Wang Ko Wen auf „Daquino 2“ Chang Yu Chieh auf „Nora“ Kuo Li Yu auf „Temptation“ /Yeh Hsiu Hua auf „Urban Legend“              | 67,386           |
| 4     | INA  | Ferry Wahyu Hadiyanto auf „Douceur 3“ Alfaro Menayang auf „Diamond Boy 8“ Larasati Iris Rischka Gading auf „Wallenstein 145“   | 67,316           |
| 5     | CHN  | Lan Chao auf „Weltroon“ Huang Zhuoqin auf „Uris“ Liu Lina auf „Don Dinero“ Liu Tao auf „Razida“                                | 66,965           |
| 6     | IND  | Rajendra Shubhsri auf „Smoky 249“ Nadia Haridass auf „Toranto“ Vanita Malhotra auf „Cantaro“ Shruti Vora auf „Akira“           | 65,158           |

Die Finalwettkämpfe wurden am 20. September ausgetragen.

## Vielseitigkeit

### Einzel
| Platz | Land | Athlet                                   | Dressur | Gelände | Springen | Gesamt |
| ----- | ---- | ---------------------------------------- | ------- | ------- | -------- | ------ |
| 1     | KOR  | Song Sangwuk auf „Frh Fantasia“          | 37,90   | 0       | 0        | 37,90  |
| 2     | CHN  | Alex Hua Tian auf „Temujin“              | 38,10   | 0       | 3        | 41,10  |
| 3     | KOR  | Bang Sire auf „Thomas O'mally 2“         | 41,30   | 0       | 0        | 41,30  |
| 4     | HKG  | Ho Yuen Yan Annie auf „Baxo“             | 43,50   | 0       | 0        | 43,50  |
| 5     | JPN  | Toshiyuki Tanaka auf „Maquis De Plescop“ | 40,40   | 0       | 4        | 44,40  |
| 6     | JPN  | Ryuzo Kitajima auf „Just Chocolate“      | 44,40   | 1,60    | 0        | 46,00  |

Die Finalwettkämpfe wurden am 26. September ausgetragen.

### Team
| Platz | Land | Athlet | Dressur | Gelände | Springen | Gesamt |
| ----- | ---- | --- | ------- | ------- | -------- | ------ |
| 1     | KOR  | Cheon Jaisik auf „Pilot Cutter“ Hong Wonjae auf „Calloa van het Kloosterhof Z“ Bang Sire auf „Thomas O'mally 2“ Song Sangwuk auf „FRH Fantasia“            | 122,30  | 6,70    | 4        | 133,00 |
| 2     | JPN  | Tae Sato auf „Toy Boy“ Takanori Kusunoki auf „Fairbanks Cargo“ Ryuzo Kitajima auf „Just Chocolate“ Toshiyuki Tanaka auf „Marquis De Plescop“               | 136,50  | 2,00    | 4        | 142,50 |
| 3     | HKG  | Ho Thomas Edward Heffernan auf „Zibor“ Fardel Nicole Michele auf „The Navigator“ Ho Yuen Yan Annie auf „Baxo“                                              | 145,40  | 0,40    | 8        | 153,80 |
| 4     | CHN  | Lu Junhong auf „Watch Out“ Li Jingmin auf „Zhendeyi“ Liang Ruiji auf „Vasthi“ Alex Hua Tian auf „Temujin“                                                  | 140,40  | 16,00   | 16       | 172,40 |
| 5     | IND  | Sangram Singh auf „Ramases“ Mrityunjay Sinh Rathore auf „Fleece Clover“ Fouaad Mirza auf „Penultimate Vision“ Ajai Appachu Poovaiah auf „Cocky Locky“      | 144,50  | 36,00   | 8        | 188,50 |
| 6     | THA  | Promton Kingwan auf „Kaiserstern3“ Supap Khaw Ngam auf „Ardbohill Lad“ Fuangvich Aniruth Deva auf „Ridano Elmy“ Supanut Wannakool auf „Tzar Of Her Dreams“ | 148,90  | 37,20   | 40,10    | 226,20 |

Die Finalwettkämpfe wurden am 26. September ausgetragen.

## Medaillenspiegel
| Platz  | Land                | Gold | Silber | Bronze | Gesamt |
| ------ | ------------------- | ---- | ------ | ------ | ------ |
| 1      | Südkorea            | 4    | 1      | 1      | 6      |
| 2      | Saudi-Arabien       | 1    | 1      | -      | 2      |
| 3      | Katar               | 1    | -      | -      | 1      |
| 4      | Japan               | -    | 3      | 2      | 5      |
| 5      | Volksrepublik China | -    | 1      | -      | 1      |
| 6      | Hongkong            | -    | -      | 1      | 1      |
| 6      | Indonesien          | -    | -      | 1      | 1      |
| 6      | Chinesisch Taipeh   | -    | -      | 1      | 1      |
| Gesamt | Gesamt              | 6    | 6      | 6      | 18     |